# Thelyphonus rohdei
Espèce
Synonymes
- Abalius rohdei Kraepelin, 1897
- Abaliella rohdei (Kraepelin, 1897)

Thelyphonus rohdei est une espèce d'uropyges de la famille des Thelyphonidae.

## Distribution
Cette espèce se rencontre en Papouasie-Nouvelle-Guinée en Nouvelle-Guinée et en Indonésie à Sumatra.

## Publication originale
- Kraepelin, 1897 : Revision der Uropygi Thor. (Thelyphonidae auct.). Abhandlungen aus dem Gebiete der Naturwissenschaften herausgegeben vom Naturwissenschaftlichen Verein in Hamburg, vol. 15, p. 1–58.